# Schaatsafstand
Een schaatsafstand is een bepaalde afstand die wordt afgelegd in het langebaanschaatsen. Het kan ook verwijzen naar andere disciplines zoals de massastart of de ploegenachtervolging.

## Afstanden binnen het langebaanschaatsen
- 100m
- 300m
- 500m
- 1000m
- 1500m
- 3000m
- 5000m
- 10.000m
- massastart
- ploegenachtervolging
- teamsprint

100m · 300m · 500m · 1000m · 1500m · 3000m · 5000m · 10.000m · massastart · teamsprint · ploegenachtervolging